# Oak Point (Texas)
Oak Point es una ciudad ubicada en el condado de Denton en el estado estadounidense de Texas. En el Censo de 2010 tenía una población de 2.786 habitantes y una densidad poblacional de 181,86 personas por km².

## Geografía
Oak Point se encuentra ubicada en las coordenadas 33°10′26″N 96°59′9″O / 33.17389, -96.98583. Según la Oficina del Censo de los Estados Unidos, Oak Point tiene una superficie total de 15.32 km², de la cual 14.51 km² corresponden a tierra firme y (5.31%) 0.81 km² es agua.

## Demografía
Según el censo de 2010, había 2.786 personas residiendo en Oak Point. La densidad de población era de 181,86 hab./km². De los 2.786 habitantes, Oak Point estaba compuesto por el 89.59% blancos, el 2.37% eran afroamericanos, el 0.29% eran amerindios, el 0.79% eran asiáticos, el 0.07% eran isleños del Pacífico, el 3.95% eran de otras razas y el 2.94% pertenecían a dos o más razas. Del total de la población el 14.29% eran hispanos o latinos de cualquier raza.